# Antoni Beszta-Borowski
Antoni Beszta-Borowski (ur. 9 września 1880 we wsi Borowskie Olki, zm. 15 lipca 1943 w lesie pilickim) – duchowny katolicki, błogosławiony Kościoła katolickiego, Wikariusz Generalny Diecezji Pińskiej.

## Życiorys
Uczył się w Surażu i w Białymstoku, potem studiował w Seminarium Duchownym w Wilnie, gdzie 17 sierpnia 1904 przyjął święcenia kapłańskie. Pracę duszpasterską rozpoczął w Wilnie w kościele św. Rafała, następnie pracował w Surwiliszkach, Kuźnicy i Prużanie. Od 1920 roku był duszpasterzem w Bielsku Podlaskim pełniąc obowiązki proboszcza i dziekana bielskiego (od 1927 roku).
Po wybuchu II wojny światowej bp. Kazimierz Bukraba mianował Antoniego Besztę-Borowskiego Wikariuszem Generalnym Diecezji Pińskiej.
15 lipca 1943 został aresztowany przez Niemców i tego samego dnia rozstrzelany w lesie w pobliżu Bielska Podlaskiego wraz z 49 innymi osobami. Uprzednio był przestrzegany przed mającym nastąpić aresztowaniem, ale nie chciał opuścić swoich parafian.

## Beatyfikacja
13 czerwca 1999 został beatyfikowany przez Jana Pawła II wraz z grupą polskich męczenników II wojny światowej.
Jego relikwie zostały złożone w bocznym ołtarzu w bazylice Narodzenia NMP i Św. Mikołaja w Bielsku Podlaskim. We wsi Borowskie Olki, gdzie się urodził, znajduje się krzyż-pomnik poświęcony jego czci.